# Représentations diplomatiques au Royaume-Uni

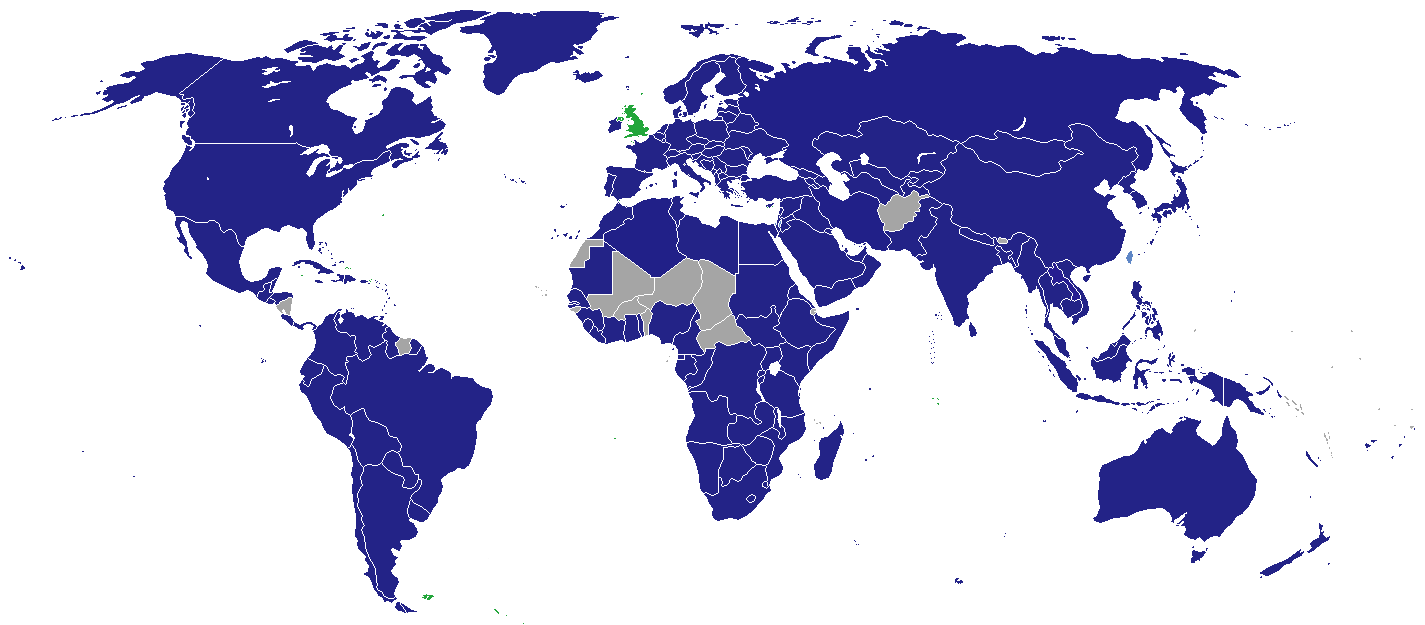
Carte des représentations diplomatiques au Royaume-Uni

Ceci est une liste des représentations diplomatiques au Royaume-Uni. À l'heure actuelle, Londres abrite 165 ambassades et hauts-commissariats. Plusieurs autres pays ont des ambassadeurs accrédités au Royaume-Uni, la plupart résidant à Bruxelles ou à Paris. Il existe également un certain nombre de consuls honoraires résidant à divers endroits au Royaume-Uni.

## Ambassades / Hautes-commissariats

### Londres[1]
| - Afghanistan - Afrique du Sud - Albanie - Algérie - Allemagne - Angola - Antigua-et-Barbuda - Arabie saoudite - Argentine - Arménie - Australie - Autriche - Azerbaïdjan - Bahamas - Bahreïn - Bangladesh - Barbade - Belgique - Belize - Biélorussie - Birmanie - Bolivie - Bosnie-Herzégovine - Botswana - Brésil - Brunei - Bulgarie - Burundi - Cambodge - Cameroun - Canada - Chili - Chine - Colombie - Corée du Nord - Corée du Sud - Costa Rica - Côte d'Ivoire - Croatie - Cuba - Chypre - Danemark | - Dominique - Égypte - Émirats arabes unis - Équateur - Érythrée - Espagne - Estonie - Eswatini - États-Unis - Éthiopie - Fidji - Finlande - France - Gabon - Gambie - Géorgie - Ghana - Grèce - Grenade - Guatemala - Guinée - Guinée équatoriale - Guyana - Haïti - Honduras - Hongrie - Inde - Indonésie - Irak - Iran - Irlande - Islande - Israël - Italie - Jamaïque - Japon - Jordanie - Kazakhstan - Kenya - Kirghizistan - Kosovo - Koweït | - Laos - Lettonie - Liban - Lesotho - Liberia - Libye - Lituanie - Luxembourg - Macédoine du Nord - Madagascar - Malaisie - Malawi - Maldives - Malte - Maroc - Maurice - Mauritanie - Mexique - Moldavie - Monaco - Mongolie - Monténégro - Mozambique - Namibie - Népal - Nicaragua - Nigeria - Norvège - Nouvelle-Zélande - Oman - Ouganda - Ouzbékistan - Pakistan - Panama - Papouasie-Nouvelle-Guinée - Paraguay - Pays-Bas - Pérou - Philippines - Pologne - Portugal - Qatar | - République démocratique du Congo - République dominicaine - République tchèque - Roumanie - Russie - Rwanda - Saint-Christophe-et-Niévès - Saint-Vincent-et-les-Grenadines - Sainte-Lucie - Salvador - Sénégal - Serbie - Seychelles - Sierra Leone - Singapour - Slovaquie - Slovénie - Soudan - Soudan du Sud - Sri Lanka - Suède - Suisse - Tadjikistan - Tanzanie - Thaïlande - Timor oriental - Togo - Tonga - Trinité-et-Tobago - Tunisie - Turquie - Turkménistan - Ukraine - Uruguay - Vatican - Venezuela - Viêt Nam - Yémen - Zambie - Zimbabwe |

## Missions auprès duCommonwealth des nations

### Londres
| - Afrique du Sud - Antigua-et-Barbuda - Australie - Bahamas - Bangladesh - Barbade - Belize - Botswana - Brunei - Cameroun - Canada - Chypre - Dominique - Eswatini | - Fidji - Gambie - Ghana - Grenade - Guyana - Inde - Jamaïque - Kenya - Kiribati - Lesotho - Malaisie - Malawi - Maldives - Malte | - Maurice - Mozambique - Namibie - Nauru - Nigeria - Nouvelle-Zélande - Ouganda - Pakistan - Papouasie-Nouvelle-Guinée - Royaume-Uni - Rwanda - Saint-Christophe-et-Niévès - Sainte-Lucie - Saint-Vincent-et-les-Grenadines | - Îles Salomon - Samoa - Seychelles - Sierra Leone - Singapour - Sri Lanka - Tanzanie - Tonga - Trinité-et-Tobago - Tuvalu - Vanuatu - Zambie |

## Ambassades accréditées
| Résidant à Bruxelles: - Burkina Faso - Cap-Vert - Mali - Samoa - Sao Tomé-et-Principe - Tchad - Vanuatu | Résidant à Paris: - Bénin - Djibouti - Guinée-Bissau - Niger - République centrafricaine - République du Congo - Suriname | Résidant ailleurs: - Andorre (Andorre-la-Vieille) - Kiribati (Tarawa) - Saint-Marin (Saint-Marin) |

## Bureaux de représentation et autres missions à Londres
Territoire britannique d'outre-mer
- Anguilla
- Bermudes
- Îles Vierges britanniques
- Îles Caïmans
- Îles Turques-et-Caïques
- Gibraltar
- Îles Malouines
- Montserrat
- Sainte-Hélène, Ascension et Tristan da Cunha
- Tristan da Cunha

Autres dépendances
- Hong Kong (Agence commercial)

Régions et États contestés
- Catalogne (Delegation de la Généralité de Catalogne au Royaume-Uni et Irlande)[3]
- Chypre du Nord[4]
- Palestine
- Somaliland
- Taïwan (Bureau de représentation de Taipei au Royaume-Uni)
- Coalition nationale des forces de l'opposition et de la révolution

## Consulats généraux et autres missions
Certains pays ont également des consulats généraux dans les villes suivantes (le Bangladesh utilise le titre "Haut-commissariat adjoint" au lieu de "Consulat général"),, :
Belfast,  Irlande du Nord
- Chine[8]
- États-Unis[9]
- Pologne[10]

Birmingham
- Bangladesh (Haut-commissariat adjoint)[11]
- Inde
- Pakistan

Bradford
- Pakistan

Cardiff,  Pays de Galles
- Irlande[12]

Comber
- Saint-Vincent-et-les-Grenadines[13]

Édimbourg
- Allemagne
- Chine
- Espagne
- États-Unis
- France
- Inde
- Irlande
- Italie
- Japon
- Pologne
- Roumanie
- Russie
- Taïwan (Bureau de représentation de Taipei)
- Turquie
- Ukraine

George Town (îles Caïmans)
- États-Unis (Agence consulaire)

Glasgow
- Pakistan

Hamilton, Bermudes
- États-Unis

Manchester
- Bangladesh (Haut-commissariat adjoint)[14]
- Chine
- Espagne
- Hongrie
- Irak
- Libye
- Pakistan
- Pologne
- Portugal
- Tchéquie

## Organisations internationales
Les organisations internationales suivantes ont une représentatation à Londres:
- Ligue arabe
- Union européenne
- Organisation internationale pour les migrations
- Nations unies
  - Organisation maritime internationale
  - Haut Commissariat des Nations unies pour les réfugiés
  - Programme alimentaire mondial
- Banque mondiale